# Bộ trưởng Bộ Nông nghiệp và Phát triển nông thôn (Việt Nam)
Bộ trưởng Bộ Nông nghiệp và Phát triển nông thôn Việt Nam là người đứng đầu Bộ Nông nghiệp và Phát triển nông thôn Việt Nam, là thành viên Chính phủ Việt Nam, chịu trách nhiệm trước Chính phủ, trước Thủ tướng Chính phủ, trước Quốc hội về toàn bộ công việc thuộc chức năng, thẩm quyền của mình; chỉ đạo toàn diện công tác của Bộ; trực tiếp chỉ đạo việc thực hiện các nhiệm vụ mang tính chiến lược thuộc các lĩnh vực quản lý nhà nước của Bộ. Bộ trưởng cuối cùng là ông Lê Minh Hoan.

## Chức năng và nhiệm vụ
Theo Quyết định số 1985/QĐ-BNN-TCCB ngày 7 tháng 5 năm 2021 về phân công công tác các lãnh đạo của Bộ, thì nhiệm vụ của Bộ trưởng Bộ Nông nghiệp và Phát triển nông thôn như sau:
- Phụ trách chung, chịu trách nhiệm trước Quốc hội; Chính phủ và Thủ tướng Chính phủ về quản lý nhà nước ngành nông nghiệp và phát triển nông thôn;
- Công tác tổ chức và cán bộ;
- Công tác chiến lược, quy hoạch, kế hoạch phát triển ngành; cơ cấu lại ngành nông nghiệp;
- Chủ trương lập các dự án đầu tư theo thẩm quyền;
- Công tác xây dựng Đảng, quan hệ với Trung ương Đảng, Chính phủ, Ban Cán sự Đảng các Bộ, ngành Trung ương, địa phương; trực tiếp làm việc với Quốc hội khi có yêu cầu liên quan đến Bộ Nông nghiệp và Phát triển nông thôn;
- Phó Trưởng ban Thường trực Ban chỉ đạo Trung ương về phòng, chống thiên tai;
- Phó Trưởng ban Ban chỉ đạo Trung ương thực hiện các Chương trình mục tiêu quốc gia giai đoạn 2021-2030;
- Phó Chủ tịch Hội đồng điều phối vùng Đồng bằng sông Cửu Long;
- Trưởng ban Ban Chỉ đạo Chương trình hành động thích ứng với biến đổi khí hậu ngành Nông nghiệp và Phát triển nông thôn;
- Trưởng ban Ban điều hành Đề án phát triển công nghiệp sinh học ngành nông nghiệp đến năm 2030;
- Trưởng ban, Phó Trưởng ban hoặc Thành viên các Ban Chỉ đạo liên ngành theo phân công của Thủ tướng Chính phủ;
- Chủ tịch Hội đồng thi đua khen thưởng Bộ;
- Chủ tịch Phân ban Việt Nam trong Ủy ban liên Chính phủ: Việt Nam - Iraq, Việt Nam - Iran, Việt Nam - Mông Cổ;
- Thực hiện các nhiệm vụ khác do Chính phủ, Thủ tướng Chính phủ phân công.

## Danh sách các Bộ từng tồn tại và cựu Bộ trưởng

### Bộ Canh nông (1945-1955)
| STT                                              | Bộ trưởng                   | Nhiệm kỳ                 | Nhiệm kỳ                 | Chức vụ                  | Ghi chú                  |
| STT                                              | Bộ trưởng                   | Bắt đầu                  | Kết thúc                 | Chức vụ                  | Ghi chú                  |
| Bộ Canh nông (1945-1955)                         | Bộ Canh nông (1945-1955)    | Bộ Canh nông (1945-1955) | Bộ Canh nông (1945-1955) | Bộ Canh nông (1945-1955) | Bộ Canh nông (1945-1955) |
| ------------------------------------------------ | --------------------------- | ------------------------ | ------------------------ | ------------------------ | ------------------------ |
| 1                                                | Cù Huy Cận (1919-2005)      | 1 tháng 1 năm 1946       | 2 tháng 3 năm 1946       | Bộ trưởng Bộ Canh nông   |                          |
| 2                                                | Bồ Xuân Luật (1907-1994)    | 2 tháng 3 năm 1946       | 1 tháng 4 năm 1946       | Bộ trưởng Bộ Canh nông   |                          |
| 3                                                | Huỳnh Thiện Lộc (1910-1953) | 1 tháng 4 năm 1946       | 3 tháng 11 năm 1946      | Bộ trưởng Bộ Canh nông   |                          |
| 4                                                | Ngô Tấn Nhơn (1914-2005)    | 3 tháng 11 năm 1946      | 1 tháng 3 năm 1954       | Bộ trưởng Bộ Canh nông   |                          |
| 5                                                | Nghiêm Xuân Yêm (1913-2001) | 1 tháng 3 năm 1954       | 1955(Bộ đổi tên)         | Bộ trưởng Bộ Canh nông   |                          |
| Năm 1955, Bộ Canh nông đổi tên thành Bộ Nông lâm |                             |                          |                          |                          |                          |

### Bộ Nông lâm (1955-1960)
| STT                                                                  | Bộ trưởng                   | Nhiệm kỳ                | Nhiệm kỳ                | Chức vụ                 | Ghi chú                 |
| STT                                                                  | Bộ trưởng                   | Bắt đầu                 | Kết thúc                | Chức vụ                 | Ghi chú                 |
| Bộ Nông lâm (1955-1960)                                              | Bộ Nông lâm (1955-1960)     | Bộ Nông lâm (1955-1960) | Bộ Nông lâm (1955-1960) | Bộ Nông lâm (1955-1960) | Bộ Nông lâm (1955-1960) |
| -------------------------------------------------------------------- | --------------------------- | ----------------------- | ----------------------- | ----------------------- | ----------------------- |
| 1                                                                    | Nghiêm Xuân Yêm (1913-2001) | 20 tháng 9 năm 1955     | 1960                    | Bộ trưởng Bộ Nông lâm   |                         |
| Năm 1960, Bộ Nông lâm tách ra thành Bộ Nông nghiệp và Bộ Nông trường |                             |                         |                         |                         |                         |

### Bộ Thủy lợi (1955-1995)
| STT | Bộ trưởng                     | Nhiệm kỳ                | Nhiệm kỳ                | Chức vụ                 | Ghi chú                 |
| STT | Bộ trưởng                     | Bắt đầu                 | Kết thúc                | Chức vụ                 | Ghi chú                 |
| Bộ Thủy lợi (1955-1995) | Bộ Thủy lợi (1955-1995)       | Bộ Thủy lợi (1955-1995) | Bộ Thủy lợi (1955-1995) | Bộ Thủy lợi (1955-1995) | Bộ Thủy lợi (1955-1995) |
| --- | ----------------------------- | ----------------------- | ----------------------- | ----------------------- | ----------------------- |
| 1 | Trần Đăng Khoa (1907-1989)    | 1955                    | 1960                    | Bộ trưởng Bộ Thủy lợi   |                         |
| 2 | Dương Quốc Chính (1918-1992)  | 1960                    | 1963                    | Bộ trưởng Bộ Thủy lợi   |                         |
| 3 | Hà Kế Tấn (1912-1997)         | 1964                    | 1973                    | Bộ trưởng Bộ Thủy lợi   |                         |
| 4 | Nguyễn Thanh Bình (1918-2008) | 1973                    | 1981                    | Bộ trưởng Bộ Thủy lợi   |                         |
| 5 | Nguyễn Cảnh Dinh (Sinh 1934)  | 1981                    | 1995                    | Bộ trưởng Bộ Thủy lợi   |                         |
| Năm 1995, Bộ Thủy lợi hợp nhất với Bộ Nông nghiệp và Công nghiệp thực phẩm và Bộ Lâm nghiệp thành Bộ Nông nghiệp và Phát triển nông thôn |                               |                         |                         |                         |                         |

### Bộ Nông nghiệp (1960-1971)
| STT | Họ và tên                    | Chân dung                    | Nhiệm kỳ                   | Nhiệm kỳ                   | Chức vụ                    | Ghi chú                    |
| STT | Họ và tên                    | Chân dung                    | Bắt đầu                    | Kết thúc                   | Chức vụ                    | Ghi chú                    |
| Bộ Nông nghiệp (1960-1971) | Bộ Nông nghiệp (1960-1971)   | Bộ Nông nghiệp (1960-1971)   | Bộ Nông nghiệp (1960-1971) | Bộ Nông nghiệp (1960-1971) | Bộ Nông nghiệp (1960-1971) | Bộ Nông nghiệp (1960-1971) |
| --- | ---------------------------- | ---------------------------- | -------------------------- | -------------------------- | -------------------------- | -------------------------- |
| 1 | Nghiêm Xuân Yêm (1913-2001)  | Nghiêm Xuân Yêm (1913-2001)  | 1960                       | 7 tháng 1 năm 1963         | Bộ trưởng Bộ Nông nghiệp   |                            |
| 2 | Dương Quốc Chính (1918-1992) | Dương Quốc Chính (1918-1992) | 7 tháng 1 năm 1963         | 1 tháng 4 năm 1965         | Bộ trưởng Bộ Nông nghiệp   |                            |
| 3 | Hoàng Anh (1912-2016)        | Hoàng Anh (1912-2016)        | 1 tháng 4 năm 1965         | 30 tháng 10 năm 1967       | Bộ trưởng Bộ Nông nghiệp   |                            |
| 4 | Nguyễn Văn Lộc (Sinh 1914)   | Nguyễn Văn Lộc (Sinh 1914)   | 30 tháng 10 năm 1967       | 1 tháng 4 năm 1971         | Bộ trưởng Bộ Nông nghiệp   |                            |
| Năm 1971, Bộ Nông nghiệp sáp nhập với Bộ Nông trường và Ban quản lý hợp tác xã sản xuất nông nghiệp thành Ủy ban Nông nghiệp Trung ương |                              |                              |                            |                            |                            |                            |

### Bộ Nông trường (1960-1971)
| STT | Bộ trưởng                   | Nhiệm kỳ                   | Nhiệm kỳ                   | Chức vụ                    | Ghi chú                    |
| STT | Bộ trưởng                   | Bắt đầu                    | Kết thúc                   | Chức vụ                    | Ghi chú                    |
| Bộ Nông trường (1960-1971) | Bộ Nông trường (1960-1971)  | Bộ Nông trường (1960-1971) | Bộ Nông trường (1960-1971) | Bộ Nông trường (1960-1971) | Bộ Nông trường (1960-1971) |
| --- | --------------------------- | -------------------------- | -------------------------- | -------------------------- | -------------------------- |
| 1 | Trần Hữu Dực (1910-1993)    | 1960                       | 7 tháng 1 năm 1963         | Bộ trưởng Bộ Nông trường   |                            |
| 2 | Nghiêm Xuân Yêm (1913-2001) | 7 tháng 1 năm 1963         | Tháng 4 năm 1971           | Bộ trưởng Bộ Nông trường   |                            |
| Năm 1971, Bộ Nông trường sáp nhập với Bộ Nông nghiệp và Ban quản lý hợp tác xã sản xuất nông nghiệp thành Ủy ban Nông nghiệp Trung ương |                             |                            |                            |                            |                            |

### Ủy ban Nông nghiệp Trung ương (1971-1976)
| STT                                                                  | Bộ trưởng                                 | Nhiệm kỳ                                  | Nhiệm kỳ                                  | Chức vụ                                       | Ghi chú                                   |
| STT                                                                  | Bộ trưởng                                 | Bắt đầu                                   | Kết thúc                                  | Chức vụ                                       | Ghi chú                                   |
| Ủy ban Nông nghiệp Trung ương (1971-1976)                            | Ủy ban Nông nghiệp Trung ương (1971-1976) | Ủy ban Nông nghiệp Trung ương (1971-1976) | Ủy ban Nông nghiệp Trung ương (1971-1976) | Ủy ban Nông nghiệp Trung ương (1971-1976)     | Ủy ban Nông nghiệp Trung ương (1971-1976) |
| -------------------------------------------------------------------- | ----------------------------------------- | ----------------------------------------- | ----------------------------------------- | --------------------------------------------- | ----------------------------------------- |
| 1                                                                    | Hoàng Anh (1912-2016)                     | Tháng 4 năm 1971                          | 26 tháng 4 năm 1974                       | Chủ nhiệm Ủy ban Nông nghiệp trung ương       |                                           |
| -                                                                    | Võ Thúc Đồng (1914-2007)                  | 26 tháng 4 năm 1974                       | 19 tháng 11 năm 1974                      | Quyền Chủ nhiệm Ủy ban Nông nghiệp trung ương |                                           |
| 2                                                                    | Võ Thúc Đồng (1914-2007)                  | 19 tháng 11 năm 1974                      | 1976                                      | Chủ nhiệm Ủy ban Nông nghiệp trung ương       |                                           |
| Năm 1976, Ủy ban Nông nghiệp Trung ương đổi tên thành Bộ Nông nghiệp |                                           |                                           |                                           |                                               |                                           |

### Bộ Lương thực và Thực phẩm (1969-1981)
| STT | Bộ trưởng                              | Nhiệm kỳ                               | Nhiệm kỳ                               | Chức vụ                                | Ghi chú                                |
| STT | Bộ trưởng                              | Bắt đầu                                | Kết thúc                               | Chức vụ                                | Ghi chú                                |
| Bộ Lương thực và Thực phẩm (1969-1981)                                                                           | Bộ Lương thực và Thực phẩm (1969-1981) | Bộ Lương thực và Thực phẩm (1969-1981) | Bộ Lương thực và Thực phẩm (1969-1981) | Bộ Lương thực và Thực phẩm (1969-1981) | Bộ Lương thực và Thực phẩm (1969-1981) |
| --- | -------------------------------------- | -------------------------------------- | -------------------------------------- | -------------------------------------- | -------------------------------------- |
| 1 | Ngô Minh Loan (1915 - 2001)            | 11 tháng 8 năm 1969                    | 23 tháng 4 năm 1979                    | Bộ trưởng Bộ Lương thực và Thực phẩm   |                                        |
| 2 | Hồ Viết Thắng (1918-1998)              | 23 tháng 4 năm 1979                    | 22 tháng 1 năm 1981                    | Bộ trưởng Bộ Lương thực và Thực phẩm   |                                        |
| Năm 1981, Bộ Lương thực và Thực phẩm giải thể, thành lập hai Bộ mới là Bộ Lương thực và Bộ Công nghiệp Thực phẩm |                                        |                                        |                                        |                                        |                                        |

### Bộ Hải sản (1976-1981)
| STT                                            | Bộ trưởng                    | Nhiệm kỳ               | Nhiệm kỳ               | Chức vụ                | Ghi chú                |
| STT                                            | Bộ trưởng                    | Bắt đầu                | Kết thúc               | Chức vụ                | Ghi chú                |
| Bộ Hải sản (1976-1981)                         | Bộ Hải sản (1976-1981)       | Bộ Hải sản (1976-1981) | Bộ Hải sản (1976-1981) | Bộ Hải sản (1976-1981) | Bộ Hải sản (1976-1981) |
| ---------------------------------------------- | ---------------------------- | ---------------------- | ---------------------- | ---------------------- | ---------------------- |
| 1                                              | Võ Chí Công (1912-2011)      | 2 tháng 7 năm 1976     | 28 tháng 2 năm 1977    | Bộ trưởng Bộ Hải sản   |                        |
| 2                                              | Nguyễn Quang Lâm (1919-1991) | 28 tháng 2 năm 1977    | 22 tháng 11 năm 1977   | Bộ trưởng Bộ Hải sản   |                        |
| 3                                              | Đỗ Chính (1926-1994)         | 22 tháng 11 năm 1977   | 22 tháng 1 năm 1981    | Bộ trưởng Bộ Hải sản   |                        |
| 4                                              | Nguyễn Tấn Trịnh (1936-2016) | 22 tháng 1 năm 1981    | 4 tháng 7 năm 1981     | Bộ trưởng Bộ Hải sản   |                        |
| Năm 1981, Bộ Hải sản đổi tên thành Bộ Thủy sản |                              |                        |                        |                        |                        |

### Bộ Lâm nghiệp (1976-1995)
| STT | Bộ trưởng                  | Nhiệm kỳ                  | Nhiệm kỳ                  | Chức vụ                   | Ghi chú                   |
| STT | Bộ trưởng                  | Bắt đầu                   | Kết thúc                  | Chức vụ                   | Ghi chú                   |
| Bộ Lâm nghiệp (1976-1995) | Bộ Lâm nghiệp (1976-1995)  | Bộ Lâm nghiệp (1976-1995) | Bộ Lâm nghiệp (1976-1995) | Bộ Lâm nghiệp (1976-1995) | Bộ Lâm nghiệp (1976-1995) |
| --- | -------------------------- | ------------------------- | ------------------------- | ------------------------- | ------------------------- |
| 1 | Hoàng Văn Kiểu (1921-2006) | 1976                      | 23 tháng 7 năm 1979       | Bộ trưởng Bộ Lâm nghiệp   |                           |
| 2 | Trần Kiên (1920-2003)      | 23 tháng 7 năm 1979       | 22 tháng 1 năm 1981       | Bộ trưởng Bộ Lâm nghiệp   |                           |
| 3 | Phan Xuân Đợt (sinh 1934)  | 22 tháng 1 năm 1981       | Tháng 10 năm 1992         | Bộ trưởng Bộ Lâm nghiệp   |                           |
| 4 | Nguyễn Quang Hà            | Tháng 10 năm 1992         | Tháng 10 năm 1995         | Bộ trưởng Bộ Lâm nghiệp   |                           |
| Năm 1995, Bộ Lâm nghiệp hợp nhất với Bộ Nông nghiệp và Công nghiệp thực phẩm và Bộ Thủy lợi thành Bộ Nông nghiệp và Phát triển nông thôn |                            |                           |                           |                           |                           |

### Bộ Nông nghiệp (1976-1987)
| STT | Bộ trưởng                    | Nhiệm kỳ                   | Nhiệm kỳ                   | Chức vụ                    | Ghi chú                    |
| STT | Bộ trưởng                    | Bắt đầu                    | Kết thúc                   | Chức vụ                    | Ghi chú                    |
| Bộ Nông nghiệp (1976-1987) | Bộ Nông nghiệp (1976-1987)   | Bộ Nông nghiệp (1976-1987) | Bộ Nông nghiệp (1976-1987) | Bộ Nông nghiệp (1976-1987) | Bộ Nông nghiệp (1976-1987) |
| --- | ---------------------------- | -------------------------- | -------------------------- | -------------------------- | -------------------------- |
| 1 | Võ Thúc Đồng (1914-2007)     | 1976                       | 30 tháng 7 năm 1977        | Bộ trưởng Bộ Nông nghiệp   |                            |
| 2 | Võ Chí Công (1912-2011)      | 30 tháng 7 năm 1977        | 23 tháng 2 năm 1979        | Bộ trưởng Bộ Nông nghiệp   |                            |
| 3 | Nguyễn Ngọc Trìu (1926-2016) | 23 tháng 2 năm 1979        | 16 tháng 2 năm 1987        | Bộ trưởng Bộ Nông nghiệp   |                            |
| Năm 1987, Bộ Nông nghiệp hợp nhất với Bộ Lương thực và Bộ Công nghiệp thực phẩm thành Bộ Nông nghiệp và Công nghiệp thực phẩm |                              |                            |                            |                            |                            |

### Bộ Lương thực (1981-1987)
| STT | Bộ trưởng                    | Nhiệm kỳ                  | Nhiệm kỳ                  | Chức vụ                   | Ghi chú                   |
| STT | Bộ trưởng                    | Bắt đầu                   | Kết thúc                  | Chức vụ                   | Ghi chú                   |
| Bộ Lương thực (1981-1987) | Bộ Lương thực (1981-1987)    | Bộ Lương thực (1981-1987) | Bộ Lương thực (1981-1987) | Bộ Lương thực (1981-1987) | Bộ Lương thực (1981-1987) |
| --- | ---------------------------- | ------------------------- | ------------------------- | ------------------------- | ------------------------- |
| 1 | La Lâm Gia (1919-2014)       | 22 tháng 1 năm 1981       | 24 tháng 1 năm 1984       | Bộ trưởng Bộ Lương thực   |                           |
| 2 | Nguyễn Văn Chính (1924-2016) | 24 tháng 1 năm 1984       | 16 tháng 2 năm 1987       | Bộ trưởng Bộ Lương thực   |                           |
| Năm 1987, Bộ Lương thực hợp nhất với Bộ Nông nghiệp và Bộ Công nghiệp thực phẩm thành Bộ Nông nghiệp và Công nghiệp thực phẩm |                              |                           |                           |                           |                           |

### Bộ Công nghiệp thực phẩm (1981-1987)
| STT | Bộ trưởng                            | Nhiệm kỳ                             | Nhiệm kỳ                             | Chức vụ                              | Ghi chú                              |
| STT | Bộ trưởng                            | Bắt đầu                              | Kết thúc                             | Chức vụ                              | Ghi chú                              |
| Bộ Công nghiệp thực phẩm (1981-1987)                                                                                          | Bộ Công nghiệp thực phẩm (1981-1987) | Bộ Công nghiệp thực phẩm (1981-1987) | Bộ Công nghiệp thực phẩm (1981-1987) | Bộ Công nghiệp thực phẩm (1981-1987) | Bộ Công nghiệp thực phẩm (1981-1987) |
| --- | ------------------------------------ | ------------------------------------ | ------------------------------------ | ------------------------------------ | ------------------------------------ |
| 1 | Vũ Tuân (1922-1993)                  | 22 tháng 1 năm 1981                  | Tháng 6 năm 1982                     | Bộ trưởng Bộ Công nghiệp thực phẩm   |                                      |
| Năm 1987, Bộ Công nghiệp thực phẩm hợp nhất với Bộ Lương thực và Bộ Nông nghiệp thành Bộ Nông nghiệp và Công nghiệp thực phẩm |                                      |                                      |                                      |                                      |                                      |

### Bộ Thủy sản (1981-2007)
| STT                                                                       | Bộ trưởng                    | Nhiệm kỳ                | Nhiệm kỳ                | Chức vụ                 | Ghi chú                 |
| STT                                                                       | Bộ trưởng                    | Bắt đầu                 | Kết thúc                | Chức vụ                 | Ghi chú                 |
| Bộ Thủy sản (1981-2007)                                                   | Bộ Thủy sản (1981-2007)      | Bộ Thủy sản (1981-2007) | Bộ Thủy sản (1981-2007) | Bộ Thủy sản (1981-2007) | Bộ Thủy sản (1981-2007) |
| ------------------------------------------------------------------------- | ---------------------------- | ----------------------- | ----------------------- | ----------------------- | ----------------------- |
| 1                                                                         | Nguyễn Tấn Trịnh (1936-2016) | 4 tháng 7 năm 1981      | 6 tháng 11 năm 1996     | Bộ trưởng Bộ Thủy sản   |                         |
| 2                                                                         | Tạ Quang Ngọc (sinh 1944)    | 6 tháng 11 năm 1996     | 31 tháng 7 năm 2007     | Bộ trưởng Bộ Thủy sản   |                         |
| Năm 2007, Bộ Thủy sản sáp nhập vào Bộ Nông nghiệp và Phát triển nông thôn |                              |                         |                         |                         |                         |

### Bộ Nông nghiệp và Công nghiệp thực phẩm (1987-1995)
| STT | Bộ trưởng                                           | Nhiệm kỳ                                            | Nhiệm kỳ                                            | Chức vụ                                             | Ghi chú                                             |
| STT | Bộ trưởng                                           | Bắt đầu                                             | Kết thúc                                            | Chức vụ                                             | Ghi chú                                             |
| Bộ Nông nghiệp và Công nghiệp thực phẩm (1987-1995)                                                                                      | Bộ Nông nghiệp và Công nghiệp thực phẩm (1987-1995) | Bộ Nông nghiệp và Công nghiệp thực phẩm (1987-1995) | Bộ Nông nghiệp và Công nghiệp thực phẩm (1987-1995) | Bộ Nông nghiệp và Công nghiệp thực phẩm (1987-1995) | Bộ Nông nghiệp và Công nghiệp thực phẩm (1987-1995) |
| --- | --------------------------------------------------- | --------------------------------------------------- | --------------------------------------------------- | --------------------------------------------------- | --------------------------------------------------- |
| 1 | Nguyễn Công Tạn (1935-2014)                         | 16 tháng 2 năm 1987                                 | 21 tháng 10 năm 1995                                | Bộ trưởng Bộ Nông nghiệp và Công nghiệp thực phẩm   |                                                     |
| Năm 1995, Bộ Nông nghiệp và Công nghiệp thực phẩm hợp nhất với Bộ Lâm nghiệp và Bộ Thủy lợi thành Bộ Nông nghiệp và Phát triển nông thôn |                                                     |                                                     |                                                     |                                                     |                                                     |

### Bộ Nông nghiệp và Phát triển nông thôn (1995-2025)
| STT                                               | Bộ trưởng                                         | Nhiệm kỳ                                          | Nhiệm kỳ                                          | Chức vụ                                                | Ghi chú                                           |
| STT                                               | Bộ trưởng                                         | Bắt đầu                                           | Kết thúc                                          | Chức vụ                                                | Ghi chú                                           |
| Bộ Nông nghiệp và Phát triển nông thôn (1995-nay) | Bộ Nông nghiệp và Phát triển nông thôn (1995-nay) | Bộ Nông nghiệp và Phát triển nông thôn (1995-nay) | Bộ Nông nghiệp và Phát triển nông thôn (1995-nay) | Bộ Nông nghiệp và Phát triển nông thôn (1995-nay)      | Bộ Nông nghiệp và Phát triển nông thôn (1995-nay) |
| ------------------------------------------------- | ------------------------------------------------- | ------------------------------------------------- | ------------------------------------------------- | ------------------------------------------------------ | ------------------------------------------------- |
| 1                                                 | Nguyễn Công Tạn (1935-2014)                       | 21 tháng 10 năm 1995                              | 26 tháng 9 năm 1997                               | Bộ trưởng Bộ Nông nghiệp và Phát triển nông thôn       |                                                   |
| 2                                                 | Lê Huy Ngọ (sinh 1938)                            | 26 tháng 9 năm 1997                               | 1 tháng 6 năm 2004                                | Bộ trưởng Bộ Nông nghiệp và Phát triển nông thôn       | Từ chức                                           |
| -                                                 | Cao Đức Phát (sinh 1956)                          | 1 tháng 6 năm 2004                                | 3 tháng 11 năm 2004                               | Quyền Bộ trưởng Bộ Nông nghiệp và Phát triển nông thôn |                                                   |
| 3                                                 | Cao Đức Phát (sinh 1956)                          | 3 tháng 11 năm 2004                               | 27 tháng 7 năm 2016                               | Bộ trưởng Bộ Nông nghiệp và Phát triển nông thôn       |                                                   |
| 4                                                 | Nguyễn Xuân Cường (sinh 1959)                     | 28 tháng 7 năm 2016                               | 7 tháng 4 năm 2021                                | Bộ trưởng Bộ Nông nghiệp và Phát triển nông thôn       |                                                   |
| 5                                                 | Lê Minh Hoan (sinh 1961)                          | 8 tháng 4 năm 2021                                | 18 tháng 2 năm 2025                               | Bộ trưởng Bộ Nông nghiệp và Phát triển nông thôn       |                                                   |